# Sites mégalithiques des Yvelines
Les Yvelines comptent encore quelques monuments mégalithiques mais beaucoup ont cependant été détruits.
| \| Versailles Mantes-la-Jolie Rambouillet Saint-Germain-en-Laye \| Répartition géographique des mégalithes · : dolmen - : menhir - : autre site mégalithique |
| Versailles Mantes-la-Jolie Rambouillet Saint-Germain-en-Laye                                                                                                 |

## Caractéristiques
Les édifices se concentrent dans la vallée de la Seine, c'est-à-dire dans la partie nord du département (à l'exception notable du dolmen de la Pierre Ardoue situé dans la forêt de Rambouillet), en continuité des monuments mégalithiques du Vexin français.
Ces monuments se rattacheraient à la Culture Seine-Oise-Marne du Bassin parisien.

## Inventaire non exhaustif
| Monument                                  | Commune                  | Remarque                            | Protection       | Coordonnées                                                                | Illustration                       |
| ----------------------------------------- | ------------------------ | ----------------------------------- | ---------------- | -------------------------------------------------------------------------- | ---------------------------------- |
| La Croix-Grise                            | Arnouville-lès-Mantes    | menhir probable christianisé        |                  | 48° 55′ 06″ N, 1° 43′ 51″ E                                                | Croix Grise                        |
| Allée couverte du Trou aux Anglais        | Aubergenville            |                                     |                  | déplacée à Saint-Germain-en-Laye                                           | Allée couverte du Trou aux Anglais |
| Croix Forfaitaire                         | Aubergenville            | menhir probable christianisé        | détruit          |                                                                            |                                    |
| Sépulture en fosse de Bonnières-sur-Seine | Bonnières-sur-Seine      |                                     | Classé MH (1951) | accessible par le centre culturel Louis-Jouvet 49° 02′ 16″ N, 1° 34′ 52″ E |                                    |
| Cave aux Fées                             | Brueil-en-Vexin          | allée couverte                      | Classé MH (1957) | 49° 02′ 09″ N, 1° 48′ 52″ E                                                | Cave aux Fées                      |
| Allée couverte de Conflans                | Conflans-Sainte-Honorine |                                     |                  | déplacée à Saint-Germain-en-Laye                                           | Allée couverte de Conflans         |
| Sépulture mégalithique de Fin-d'Oise      | Conflans-Sainte-Honorine |                                     | détruite         |                                                                            |                                    |
| Allée couverte de la Lapinière            | Dammartin-en-Serve       |                                     | détruite         |                                                                            |                                    |
| La Pierre Levée                           | Drocourt                 | menhir                              | détruit          |                                                                            |                                    |
| Allée couverte de Hérubé                  | Épône                    |                                     | détruite         |                                                                            |                                    |
| Allée couverte de la Justice              | Épône                    |                                     | Classé MH (1889) | 48° 58′ 13″ N, 1° 49′ 56″ E                                                | Allée couverte de la Justice       |
| Allée couverte du Cher Arpent             | L'Étang-la-Ville         |                                     | reconstruite     | 48° 52′ 15″ N, 2° 04′ 20″ E                                                | Allée couverte du Cher Arpent      |
| La Haute Pierre                           | L'Étang-la-Ville         | menhir                              | détruit          |                                                                            |                                    |
| Allée couverte de Dennemont               | Follainville-Dennemont   |                                     | détruite         |                                                                            |                                    |
| Pierre du Mont Bergeon                    | Gressey                  | menhir                              | détruit          |                                                                            |                                    |
| Polissoirs de Goussonville                | Goussonville             | 4 polissoirs                        |                  |                                                                            |                                    |
| Allée couverte des Maudhuits              | Guerville                |                                     | détruite         |                                                                            |                                    |
| Croix des Fleurions                       | Guitrancourt             | menhir probable christianisé        |                  | 49° 00′ 30″ N, 1° 46′ 43″ E                                                | Croix des Fleurions                |
| Pierre Drette                             | Guitrancourt             | menhir                              | Classé MH (1957) | 49° 00′ 03″ N, 1° 46′ 55″ E                                                | La Pierre Drette                   |
| Hypogée de la Roche Galerne               | Jeufosse                 |                                     | détruite         |                                                                            |                                    |
| Allée couverte du Mississipi              | Marly-le-Roi             |                                     | détruite         |                                                                            |                                    |
| Polissoir de Maule                        | Maule                    |                                     |                  |                                                                            |                                    |
| Polissoir de Mondreville                  | Mondreville              |                                     |                  |                                                                            |                                    |
| Polissoirs de Mousseaux-sur-Seine         | Mousseaux-sur-Seine      | 2 polissoirs                        |                  |                                                                            |                                    |
| Allée couverte des Gros Murs              | Les Mureaux              |                                     | Classé MH (1928) | 48° 59′ 42″ N, 1° 54′ 20″ E                                                |                                    |
| Polissoir des Mureaux                     | Les Mureaux              |                                     |                  | 48° 59′ 43″ N, 1° 54′ 18″ E                                                | Polissoir des Mureaux              |
| Pierre-Grise                              | Neauphlette              | menhir                              |                  | 48° 56′ 18″ N, 1° 31′ 29″ E                                                | Pierre Grise                       |
| Allée couverte de Conflans                | Saint-Germain-en-Laye    |                                     |                  | 48° 53′ 53″ N, 2° 05′ 43″ E                                                | Allée couverte de Conflans         |
| Allée couverte du Trou aux Anglais        | Saint-Germain-en-Laye    | initialement située à Aubergenville |                  | 48° 53′ 54″ N, 2° 05′ 44″ E                                                | Allée couverte du Trou aux Anglais |
| Pierre Ardoue                             | Saint-Léger-en-Yvelines  | dolmen                              | Classé MH (1906) | 48° 43′ 47″ N, 1° 44′ 43″ E                                                | Dolmen dit Pierre-Ardroue          |